# 斎藤寿雄
斎藤 寿雄（さいとう ひさお、弘化4年2月10日（1847年3月26日） - 1938年（昭和13年）2月17日）は、日本の外科医、政治家。衆議院議員（3期）、群馬県会議員（10期）、初代群馬県医師会長。

## 経歴
上野国北甘楽郡高瀬村（現・群馬県富岡市）の小幡藩藩医、斎藤寿幹（のち寿安）の子として生まれる。幼名・鋌策。はじめ藩の学問所で学び、文久元年（1861年）江戸の医師・福富玄同に弟子入りし、翌年群馬郡野田村（現・北群馬郡吉岡町）の外科医・原沢文仲の弟子となった。また高崎の五藤俊英に種痘術の教えを受けた。慶応3年（1867年）小幡藩奥詰医師となり寿幹の名を襲名。七日市藩医も兼務した。
明治2年（1869年）寿雄と改名し東京に遊学、明治4年（1871年）より大学南校に学び、翌年帰郷。同年甘楽郡医学講習所副所長となった。
1879年（明治12年）高瀬村村会議員、北甘楽郡立病院副院長となる。翌1880年（明治13年）群馬県会議員に当選、以後当選10回。
海老名弾正に感化を受けキリスト教に入信、海老名を自宅に招き講義を受けた。1884年（明治17年）自宅を提供して甘楽郡キリスト教会を設立。医師かつキリスト教徒の立場から廃娼運動を推進し、群馬県会議員として湯浅治郎・真下珂十郎・高津仲次郎・宮口二郎らとともに廃娼県の実現に貢献した。
1887年（明治20年）富岡町町会議員。
1898年（明治21年）の第6回衆議院議員総選挙において群馬5区から憲政党公認で立候補して当選する。1904年（明治37年）の第7回衆議院議員総選挙は不出馬。時をおいて1912年（明治45年）の第11回衆議院議員総選挙では群馬県郡部から立憲政友会公認で立候補したが落選。1915年（大正4年）の第12回衆議院議員総選挙でも落選。1917年（大正6年）の第13回衆議院議員総選挙で復帰した。1920年（大正9年）の第14回衆議院議員総選挙では群馬5区から立候補して3回目の当選を果たした。1924年（大正13年）の第15回衆議院議員総選挙には立候補しなかった。国会議員としての実績としては、結核予防法・未成年者飲酒禁止法の制定がある。
1902年（明治35年）藍綬褒章受章。
1920年（大正9年）群馬県医師会が設立されると初代会長に就任。1931年（昭和6年）日本医師会顧問、1935年（昭和10年）群馬県医師会名誉会長。1938年（昭和13年）従五位。
ほかに郡教育会長、医師購買組合理事長、信用販売生産購買組合長などを務めた。